# توکیو اف‌ام
توکیو اف‌ام (انگلیسی: Tokyo FM) شرکت رسانه‌ای ژاپنی است.